# Башковце (Хумење)
Башковце (слч. Baškovce) насељено је мјесто са административним статусом сеоске општине (слч. obec) у округу Хумење, у Прешовском крају, Словачка Република.

## Становништво
| Година:    | 1994. | 2004.   | 2014.   | 2024.   |
| ---------- | ----- | ------- | ------- | ------- |
| Број људи: | 438   | 426     | 427     | 388     |
| Разлика:   |       | -2,73 % | +0,23 % | -9,13 % |

| Година:    | 2023. | 2024.   |
| ---------- | ----- | ------- |
| Број људи: | 395   | 388     |
| Разлика:   |       | -1,77 % |

Према подацима о броју становника из 2024. године насеље је имало 388 становника.